# Parafia Matki Bożej Różańcowej w Koźlinach
Parafia Matki Bożej Różańcowej w Koźlinach – parafia rzymskokatolicka, znajdująca się w archidiecezji gdańskiej, w dekanacie Żuławy Steblewskie. Została erygowana 1 sierpnia 1986 roku. Proboszczem parafii jest od 1 lipca 2024 roku ks. kan. dr Ireneusz Baryła. 